# Чарноцин (Мінський повіт)
Чарноцин (пол. Czarnocin) — село в Польщі, у гміні Добре Мінського повіту Мазовецького воєводства.
Населення — 81 особа (2011).
У 1975-1998 роках село належало до Седлецького воєводства.

## Демографія
Демографічна структура станом на 31 березня 2011 року:
|          | Загалом | Допрацездатний вік | Працездатний вік | Постпрацездатний вік |
| -------- | ------- | ------------------ | ---------------- | -------------------- |
| Чоловіки | 44      | 12                 | 27               | 5                    |
| Жінки    | 37      | 10                 | 19               | 8                    |
| Разом    | 81      | 22                 | 46               | 13                   |